# Полетата на смъртта
„Полетата на смъртта“ (на английски: The Killing Fields) е британски игрален филм — военно-политическа драма, излязъл по екраните през 1984 година, режисиран от Ролан Жофе с участието на Сам Уотърстън, Джон Малкович, Джулиън Сандс и Хаинг Нгор в главните роли. Сценарият, написан от Брус Робинсън, е базиран на преживяванията на двама журналисти, очевидци на кризата в Камбоджа – камбоджанеца Дит Пран и американеца Сидни Шанбърг.
Произведението представя трагичните събития от началото на гражданската война в Камбоджа през 1973 година и окупирането на властта в държавата от Червените кхмери начело с диктатора Пол Пот.
„Полетата на смъртта“ е сред основните заглавия на 57-ата церемония по връчване на наградите „Оскар“, където е номиниран за отличието в 7 категории, включително за най-добър филм, печелейки 3 статуетки в това число за най-добра кинематография (операторско майсторство) и най-добра поддържаща мъжка роля за непрофесионалния изпълнител Хаинг Нгор.
Произведението триумфира на раздаването на британските награди на БАФТА, печелейки 8 приза, включително за най-добър филм.

## В ролите
| Актьор        | Роля                                |
| ------------- | ----------------------------------- |
| Сам Уотърстън | Сидни Шанбърг, американски репортер |
| Джон Малкович | Ал Рокоф, репортажен фотограф       |
| Джулиън Сандс | Джон Суейн                          |
| Хаинг Нгор    | Дит Пран, камбоджански журналист    |
| Крейг Нелсън  | майор Рийвс                         |
| Спалдинг Грей | американският консул в Камбоджа     |
| Бил Патерсън  | д-р Макинтайър                      |
| Атол Фугард   | д-р Сундесвал                       |
| Греъм Кенеди  | Дугъл                               |